# Castell de Peguera
Castell de Peguera és un castell termenat documentat el 1098 del municipi de Fígols (Berguedà). És una obra declarada bé cultural d'interès nacional. Es troba a la part més alta del Roc de Peguera, als peus del qual es troben les cases deshabitades del llogarret de Peguera.

## Descripció
Són molt escasses les restes que queden d'aquest antic i encimbellat castell del Berguedà. Alguns fragments de mur semblen posar en evidència que es tractava d'un castell de dimensions reduïdes; potser una simple torre forta, avançada defensiva del proper castell de Fígols. En enrunar-se la fortalesa, els habitants del lloc deurien aprofitar les pedres per a la construcció de les cases de Peguera, poble minaire abandonat vers el 1970.

## Història
La documentació més antiga és de la segona meitat del s. XI. Entre el 1068 i 1095 un tal Pere Ramon, que actuava en qualitat de castlà, fa un jurament de fidelitat al comte Guillem de Cerdanya pels castells i possessions de Peguera, Fígols, Vallmanyana i Berga, entre d'altres, «...ipsum castellum de Pegera...». L'any 1095 el comte Guillem de Cerdanya fa testament i llega al seu fill Bernat, totes les seves possessions del Berguedà i de la seva marca, entre les quals figura el castell de Peguera. El nou comte, per incompliment de pacte de Pere Ramon, prengué les possessions a aquest i les cedí a Berenguer Ecard (1098). L'any 1117 el comtat de Cerdanya s'integrà al de Barcelona i Guillem Ramon de Berga, hereu d'Ecard, prestà homenatge a Ramon Berenguer III pel castell de Peguera, entre d'altres. El fill de Guillem Ramon, Pere de Berga, l'any 1171 feu donació del castell al monestir de Santa Maria de Poblet del Port de Peguera essent feudatari Ramon de Peguera.
L'any 1305, Bernat de Peguera es titulava encara, senyor del castell de Peguera. L'any 1390, el rei Joan I vengué per 34.000 soustota la jurisdicció del castell a Ramon de Peguera el qual en feu donació a Galceran Galceran de Pinós. El castell de Peguera passava a integrar-se dins la baronia de Pinós. En començar el segle xvii es pot llegir en un memorial destinat al rei, que el castell de Peguera era una possessió de Francesc d'Agulló, família que duia sang dels Pinós.

## Galeria d'imatges

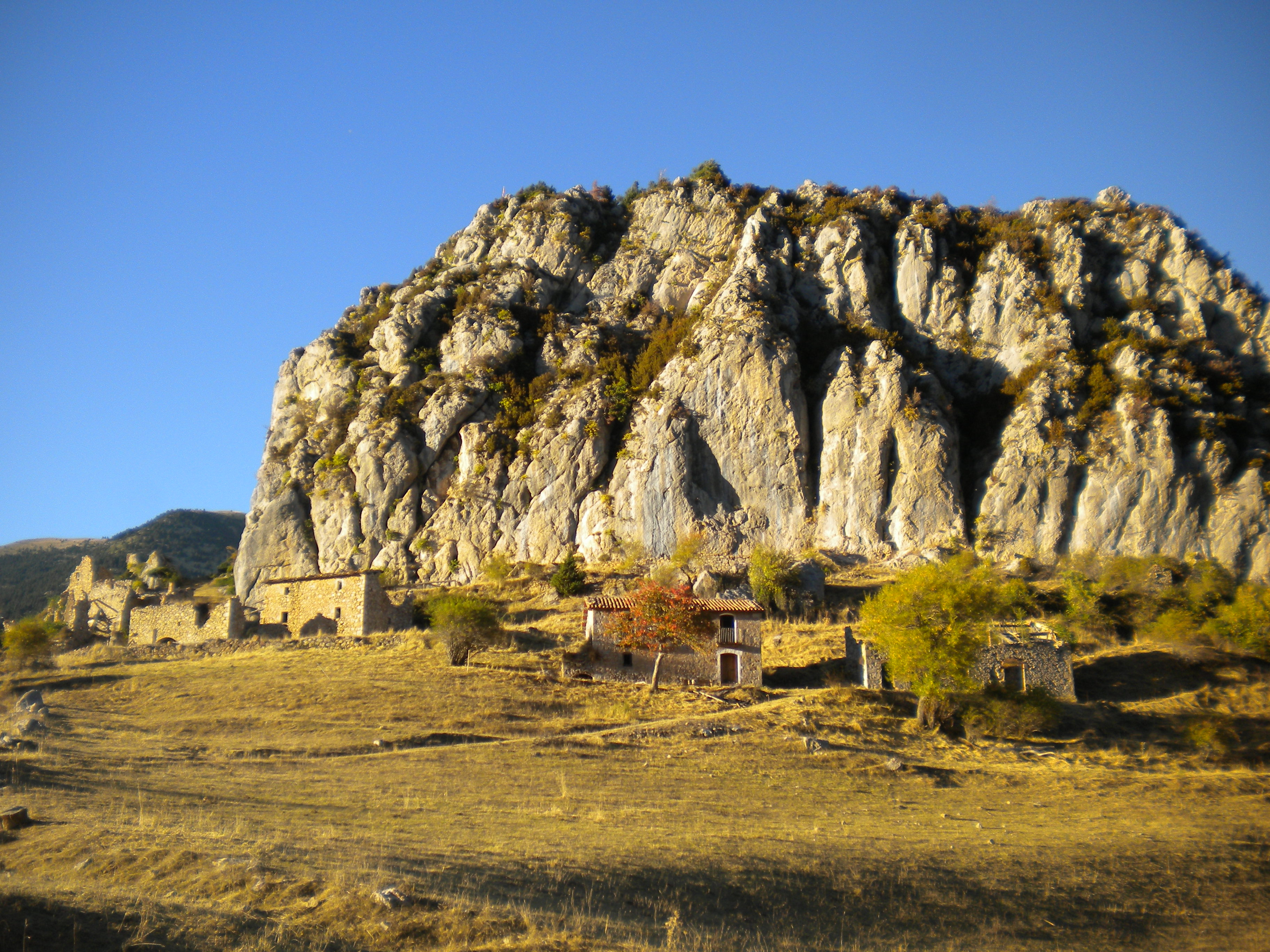
Vista del castell
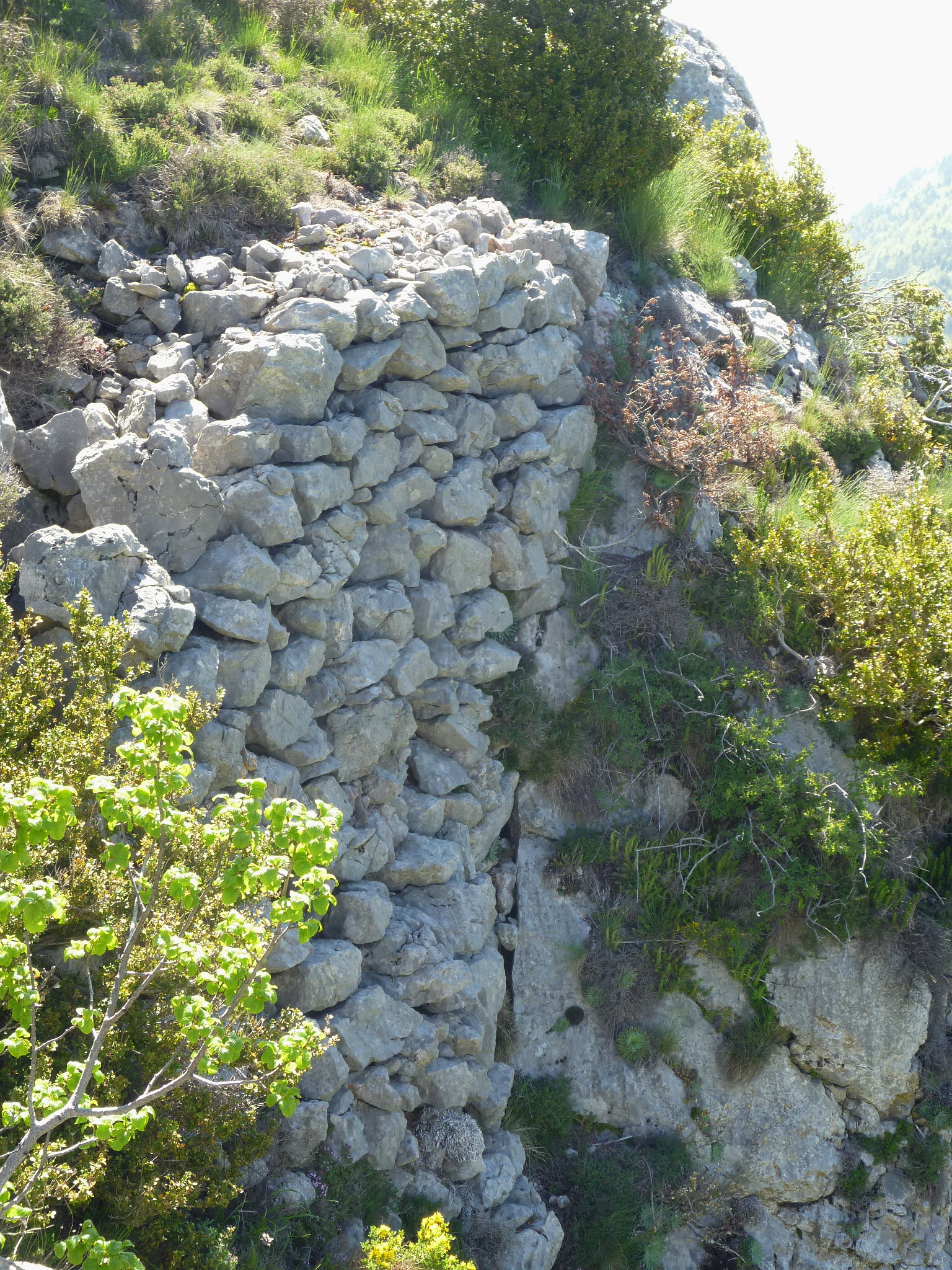
Vista del castell